# Acerra normalis
Acerra normalis är en fjärilsart som beskrevs av Augustus Radcliffe Grote 1894. Acerra normalis ingår i släktet Acerra och familjen nattflyn. Inga underarter finns listade i Catalogue of Life.